# Fabaeformiscandona hyalina
Fabaeformiscandona hyalina är en kräftdjursart som först beskrevs av Brady och D. Robertson 1870.  Fabaeformiscandona hyalina ingår i släktet Fabaeformiscandona och familjen Candonidae. Inga underarter finns listade i Catalogue of Life.